# ユリシーズ (小惑星)

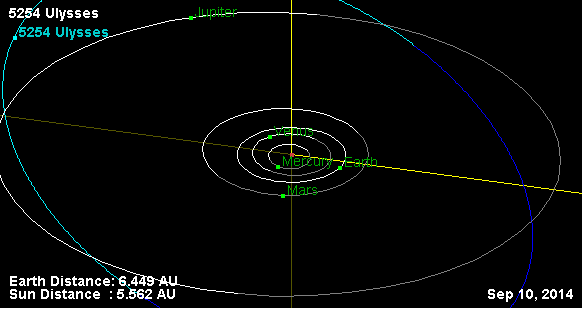
ユリシーズの軌道図

ユリシーズ (5254 Ulysses) は、木星の先行トロヤ群（ギリシア群）にある小惑星。エリック・エルストがオート＝プロヴァンス天文台で発見した。
ホメロスの『オデュッセイア』の主人公オデュッセウスの英語形であるユリシーズから名付けられた。

## 作品
『エースコンバット インフィニティ』
フライトシューティングゲーム「エースコンバットシリーズ」第14作。第4作『エースコンバット04 シャッタードスカイ』とは異なり、こちらには実際のユリシーズが登場する。作中ではユリシーズに未知の小惑星が衝突して爆発四散し、1万個以上の破片「ユリシーズ小惑星群」となって地球へと降り注いだ結果、「ユリシーズの厄災」と呼ばれる大災害を引き起こした。これ以前の作品に登場する架空の小惑星ユリシーズについては、エースコンバットシリーズにおける年表を参照。